# A-Data
ADATA Technology (cinese tradizionale: 威刚 科技 股份有限公司) o semplicemente ADATA, è un'impresa taiwanese produttrice di periferiche per computer.
È specializzata in memorie per computer e memorie flash.

## Storia e attività
ADATA Technology è stata fondata il 4 maggio 2001 a Taipei, dove tuttora si trova la sede, da Simon Chen, suo attuale presidente. Dal 2004 è quotata in Borsa.
La loro linea di prodotti di base è costituito da moduli DRAM, memorie USB e schede di memoria come CompactFlash e Secure Digital. Essi hanno esplorato anche altri mercati, come cornici digitali, unità a stato solido ed ExpressCard.
Nel 2005, raggiunge la posizione numero quattordici nella "Top 20 dei marchi globali di Taiwan" della classifica di Interbrand.
Dal 2008, ADATA è il secondo produttore mondiale di moduli DRAM e possiede una quota di mercato del 7,1%, e nonostante la crisi economica mondiale, l'azienda è in continua espansione sui mercati globali, in particolare nei paesi dell'Europa Occidentale, tra i quali l'Italia